# Möckernbrücke (métro de Berlin)
Möckernbrücke est une station des lignes 1, 3 et 7 du métro de Berlin, située dans le quartier de Kreuzberg, au bord du Landwehrkanal.

## Situation
Sur les lignes 1 et 3, la station est située entre Gleisdreieck à l'ouest, en direction de Uhlandstraße (ligne 1) ou Krumme Lanke (ligne 3) et Hallesches Tor à l'est, en direction de Warschauer Straße.
Sur la ligne 7, elle est située entre Yorckstraße au sud-ouest, en direction de Rathaus Spandau et Mehringdamm au sud-est, en direction de Rudow.
Elle est établie près du pont qui lui donne son nom, le long du Landwehrkanal. Elle est formée de la station surélevée sur le viaduc des lignes 1 et 3, située sur la rive nord et équipée de deux quais latéraux, et de la station souterraine de la ligne 7, située en rive sud, possédant un quai central encadré par les deux voies de circulation. Une passerelle relie les deux par-dessus le canal.

## Histoire

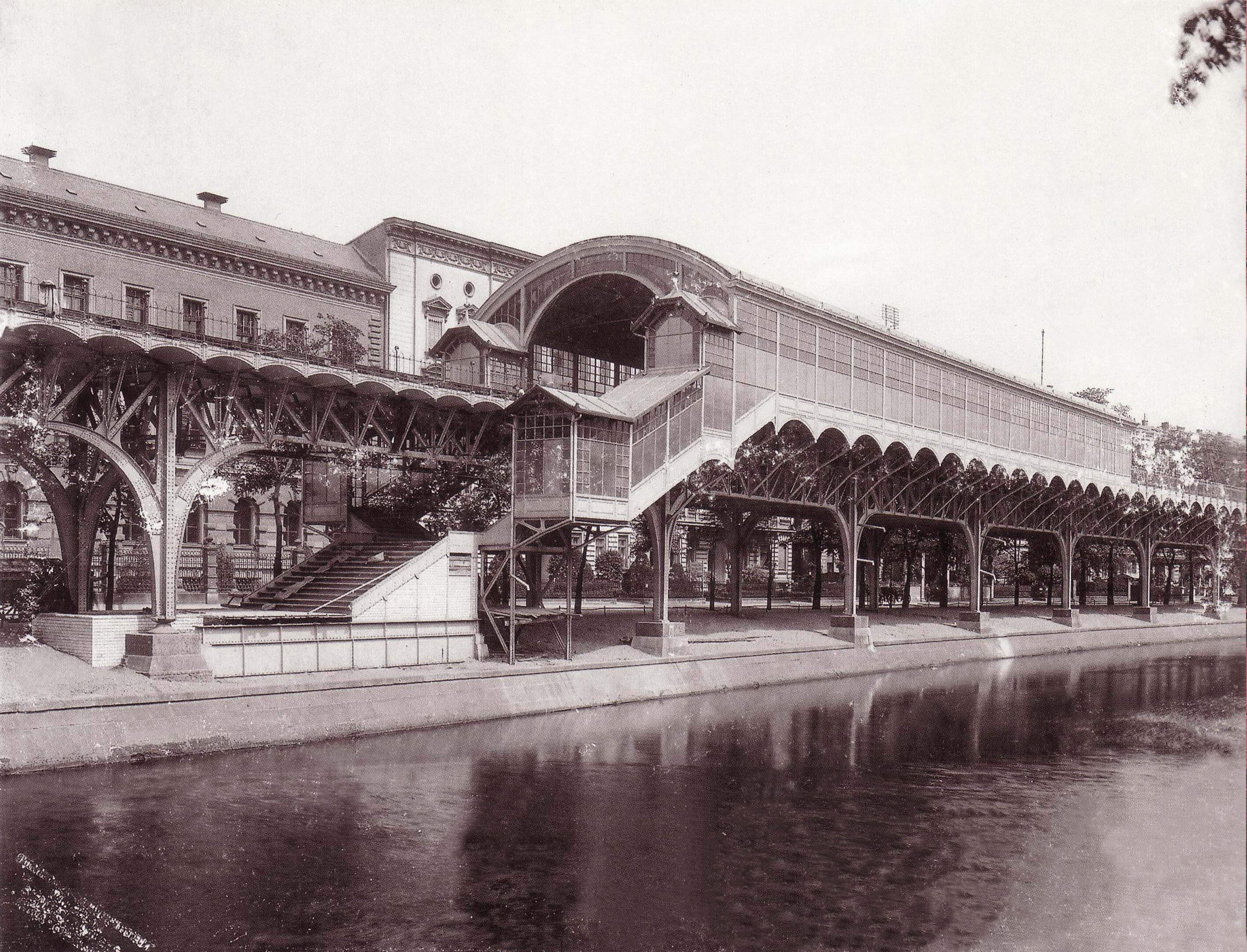
La station en 1902.

Möckernbrücke est l'une des premières stations mise en service le 18 février 1902 avec la première ligne de métro, le Stammstrecke, pour l'essentiel un métro aérien, reliant Stralauer Tor à l'est et Zoologischer Garten à l'ouest.
Sous le régime national-socialiste, la station a été entièrement reconstruite dans les années 1935-1937. Durant la guerre froide, le 28 février 1966, elle est considerablement étendue avec l'inauguration de la partie souterraine sur la ligne 7. 
Depuis le 7 mai 2018, la ligne 3 dessert également la station en effectuant le même parcours que la ligne 1 entre Wittenbergplatz et Warschauer Straße.